# Hanches
Hanches település Franciaországban, Eure-et-Loir megyében. Lakosainak száma 2710 fő (2022. január 1.). Hanches Raizeux községgel határos.

## Népesség
A település népességének változása:
| Lakosok száma | 709  | 1624 | 2084 | 2619 | 2681 | 2713 | 2701 | 2682 | 2675 | 2710 |
|               | 1968 | 1982 | 1990 | 2006 | 2013 | 2015 | 2017 | 2019 | 2020 | 2022 |